# Ctenomys verzi
Ctenomys verzi és una espècie de mamífer rosegador de la família dels ctenòmids. És endèmic del centre-oest de l'Argentina, on viu a altituds properes a 2.800 msnm a la província de Mendoza. Es tracta d'un tuco-tuco mitjà, amb una llargada total de 260 mm, incloent-hi la cua de 89 mm. El seu hàbitat natural són les zones de matollars montans i herbassars. Fou anomenat en honor del mastòleg i paleontòleg argentí Diego Verzi. Com que fou descoberta fa poc, l'estat de conservació d'aquesta espècie encara no ha estat avaluat formalment.